# Yahya Ibn Khaldoun
Pour les articles homonymes, voir Yahya et Khaldoun.
Yahya Ibn Khaldoun ou Yahiya Ibn Khaldoun (arabe : يحيى بن خلدون), né en 1332 à Tunis et mort en 1379 à Tlemcen, est un historien maghrébin. Il est le frère du célèbre historien Ibn Khaldoun. Yahya Ibn Khaldun appartenait à une grande famille andalouse, qui faisait remonter son origine à la célèbre tribu arabe de Kinda. Plusieurs membres de cette famille occupèrent de haute fonctions politiques au Maghreb et en Al-Andalus. À la mort de son père, Yahya n'avait que seize ans et était le plus jeune des trois fils que laissait le défunt. Il fut mêlé comme les autres membres de sa famille à la politique de l'époque. Du fait leur situation, les frères Ibn Khaldun pouvaient se procurer des documents officiels, chercher dans les archives et établir leurs ouvrages sur des bases solides. Toutefois, il ne faut pas perdre de vue pour le cas de Yahya qu'il était chroniqueur de cour, épousant par conséquent les haines et les rancunes de ses maitres, aussi bien que leurs amitiés.
Il vivait sous le règne du souverain abdalwadide de Tlemcen, Abou Hammou Moussa II ; il a écrit un ouvrage qui décrit la dynastie de ce dernier.
En 1379, durant une nuit du mois de ramadan, il est assassiné par le fils d'Abou Hammou Moussa II, Abou Tachfin II, car ce dernier était jaloux du poste que Yahya occupait comme historiographe de la cour abdalwadide.

## Biographie

### Origine et famille
Yahya Ibn Khaldoun est né vers 1334 (734 AH) à Tunis, dans une famille influente ayant des origines remontant à Hadramout. Sa famille s'est établie à Séville après la conquête musulmane de l'Hispanie (Al Andalus), devenant l'une des familles les plus anciennes et influentes de la région. Avec l’approche de la chute d'Al Andalus, ils ont migré vers le Maghreb, s'installant d'abord à Tébessa puis dans la région d'Ifriqiya sous le règne des Hafsides, où ils ont exercé une influence politique significative.
Élevé dans un environnement religieux axé sur la connaissance et détaché des ambitions politiques en raison de l'influence de son père, Mouhammad Abou Bak, Yahya a été encouragé à poursuivre le savoir et la réflexion.
Mais contrairement à leur père, Yahya et son frère Abd Al-Rahman ont occupé des postes politiques importants dans les dynasties hafsides, zianides et mérinides.

## Œuvre
Son œuvre majeure a pour titre Livre de l'objet des désirs des voyageurs ou Histoire des rois de la famille des Bani Abdel'elwâd, et exposition de ce que possède de solide et stable gloire, notre maître, le khalife Abou Hammou. Celui-ci décrit les événements touchant la dynastie abdalwadide entre 1236 et 1374.